# Abraham Kuyper
Abraham Kuyper (ur. 1837, zm. 1920) – holenderski polityk, duchowny i teolog kalwiński, w latach 1901–1905 premier Holandii.

## Życiorys
Urodził się w 1837 roku.

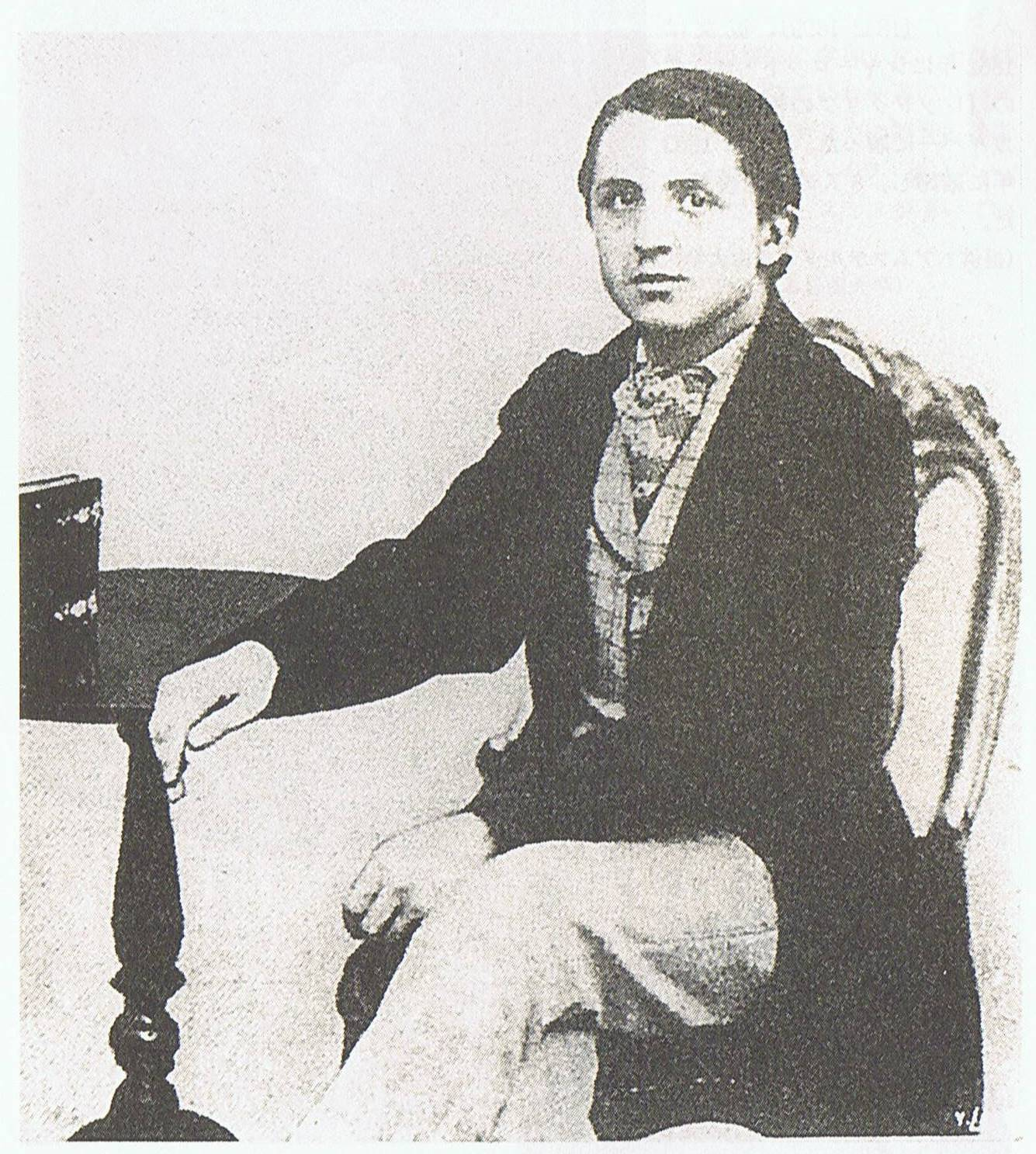
Abraham Kuyper w 1862

W latach 1863–1874 był pastorem w Beesd, Utrechcie i Amsterdamie. Jako teolog swoje przekonania w dużym stopniu oparł na poglądach Guillaume’a Groena van Prinsterera. Zmarł w 1920 w wieku osiemdziesięciu siedmiu lat.
Swoją karierę polityczną związał z Partią Antyrewolucyjną. 1 sierpnia 1901,  Kuyper objął urząd premiera Holandii, zastępując na stanowisku Nicolaas Gerard Pierson, polityka Unii Liberalnej. Obowiązki pełnił do 1 sierpnia 1905, kiedy nowym premierem został Theodoor Herman de Meester z Unii Liberalnej.

## Poglądy teologiczne
Jako teolog kalwinizmu zarzucał on katolicyzmowi zbytnie skupianie się na władzy kościelnej, a luteranizmowi – na świeckiej. W opozycji do tego, ułożył on trzy zasady relacji człowieka do Boga:
1. Zasada „bezpośredni kontakt z Bogiem” – oznacza ona, że między Bogiem a człowiekiem nie jest wymagane żadne pośrednictwo w rodzaju organizacji kościelnej, jego hierarchii, sakramentów czy zorganizowanego kultu.
2. Zasada „równość w różnorodności” – oznacza ona absolutną równość ludzi mimo różnić między nimi, z której wynika opór wobec jakiejkolwiek hierarchii – tak kościelnej, jak i państwowej.
3. Zasada „suwerenność różnorodnych sfer życia” – oznacza ona autonomię wszystkich rzeczy wobec władzy kościelnej, a autonomia ta wynika z tego, że wszystkie rzeczy zostały stworzone przez Boga jako dobre[4].